# Erica bosseri
Erica bosseri är en ljungväxtart som beskrevs av Laurence J. Dorr och E. G. H. Oliv. Erica bosseri ingår i släktet klockljungssläktet, och familjen ljungväxter. Inga underarter finns listade i Catalogue of Life.